# Tôle peinte

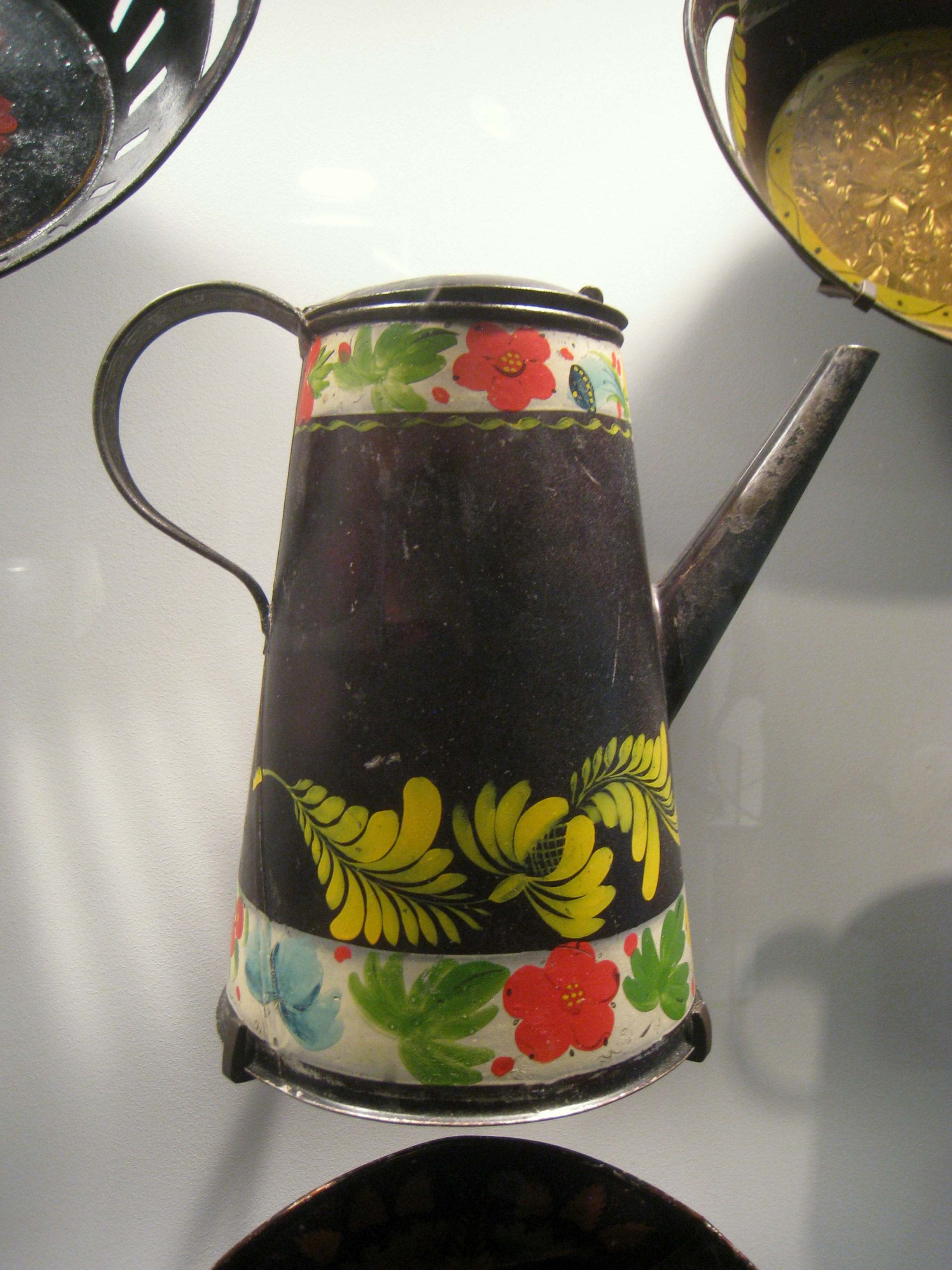
Cafetière, vers 1815-1835, probablement de Pennsylvanie. Exposé au American Folk Art Museum, New York City, New York, États-Unis.

La technique de la tôle peinte a été créée en Italie et exploitée en applications sur le mobilier en 1740. La France l'a adoptée en 1763. Le travail de la tôle peinte permettait de concurrencer les laques fragiles et coûteuses. Une feuille de fer laminée recouverte d'une fine épaisseur d'étain est enduite de deux à quatre couches de vernis poli après séchage formant la base lisse sur laquelle le décor est peint. L'enduit était destiné à empêcher son oxydation et la rouille.
Les objets utilitaires ont constitué, un domaine privilégié pour les fabricants de tôle peinte. On retrouve ainsi des aiguières, des cendriers, des soupières et des cafetières en tôle peinte.
Un des avantages de la tôle peinte réside dans le fait qu'une peinture mal faite peut être poncée et refaite.